# Samuel Vedanayagam Pillai
Samuel Vedanayagam Pillai (ur. 1826, zm. 1889) – indyjski pisarz i poeta tworzący w języku tamilskim, także tłumacz i prawnik.

## Życiorys
Z wykształcenia prawnik, podjął pracę w zawodzie. Gorący zwolennik stosowania języka tamilskiego w sądach kolonialnych. Przełożył kodeks wprowadzony do użytku w Indiach przed administrację brytyjską z języka angielskiego na tamilski. W 1850 powołano go na stanowisko oficjalnego tłumacza przy madraskim Sądzie Najwyższym. Początkowo sędzia w niewielkim mieście Tarangampadi, następnie zaś (od 1860 do 1873) w Mayuram. Dzięki pracy w tym drugim mieście zetknął się z tamilskim uczonym i poetą Meenakshisundaramem Pillaim. Znany z zamiłowania do tamilskiej poezji, stworzone przezeń teksty, wykonywane do melodii przynależnych do muzyki karnatackiej osiągnęły znaczną popularność.
Zaznajomiony z literaturą zachodnią, zwłaszcza anglo- i francuskojęzyczną, pamiętany jest przede wszystkim jako autor pierwszej powieści w historii literatury tamilskiej. Pratapa Mudaliyar Charitram, opublikowana w 1879, oceniana jest przez krytyków jako praca kiepska, naiwna i niespójna. Docenia się niemniej jej wartość, gdyż materiał będący jej podłożem przekazywał tamilską perspektywę i przetwarzał tamilskie rodzime spojrzenie na życie codzienne, po raz pierwszy w nieznanej dotąd tamilskiemu czytelnikowi prozie. Zdaje się zresztą, że Pillai był świadomy wagi swojej pracy, w przedmowie do angielskiego tłumaczenia książki z 1885 wskazywał, że ma ona wypełnić lukę w rodzimej literaturze Tamilnadu. W tym samym miejscu łączył zresztą rozwój dzieł prozatorskich z postępem społecznym. W ten sposób w stymulowaniu tamilskiej prozy widział narzędzie wspierania rozwoju Indii na wzór państw zachodnich.
W okresie późniejszym opublikował jeszcze Suguna Sundari Charitram. Pozostawił po sobie również cenioną muzykę religijną wykonywaną z tekstami również w języku tamilskim.